# Port lotniczy Alexandra
Port lotniczy Alexandra (IATA: ALR, ICAO: NZLX) – port lotniczy położony 3,7 kilometra na północny zachód od Alexandra na Wyspie Południowej, w Nowej Zelandii.